# 301
Cette page concerne l'année 301  du calendrier julien. Pour l'année 301 av. J.-C., voir 301 av. J.-C. Pour le nombre 301, voir 301 (nombre). Pour la voiture, voir Peugeot 301.
L'année 301 est une année commune qui commence un mercredi.

## Événements
- 3 février : en Chine, le prince Sima Lun usurpe le trône impérial des Jin. Il est arrêté le 30 mai par le général de la garde de gauche, qui restaure l'empereur légitime Hui et contraint Sima Lun au suicide[1].
- 7 juin-23 juillet, Chine : les troupes du prince Sima Jiong entrent à Luoyang après 60 jours de batailles, qui auraient fait plus de 100 000 morts. Sima Jiong prend le pouvoir comme régent le 11 août (fin en janvier 303)[1].
- 3 septembre : date traditionnelle de la création de la communauté chrétienne à l'origine de la république de Saint-Marin[2].
- Entre le 20 novembre et le 9 décembre : édit du Maximum[3]. Les salaires et les prix alimentaires atteignent à Rome leur plus haut niveau. Un édit de Dioclétien fixe un maximum pour le prix des denrées et des salaires.
- Hiver 301-302 : Dioclétien, après avoir résidé trois ans à Antioche, est en Égypte où il institue une distribution gratuite de pains à Alexandrie[4].
- Guerre de Galère contre les Sarmates et les Carpes qu'il repousse au Nord du Danube (fin en 302)[5].
- Date traditionnellement acceptée pour la conversion au christianisme du roi arsacide d’Arménie Tiridate IV, sous l’inspiration de Grégoire l'Illuminateur (reportée à 288 par l’historien Nicolas Adontz)[6]. Il proclame le christianisme comme religion d’État.

## Décès en 301
- Gatien, évêque de Tours.